# Ausfuhr-Pauschal-Gewährleistung
Die Ausfuhr-Pauschal-Gewährleistung (APG) ist eine Exportkreditgarantie der Bundesrepublik Deutschland. Sie sichert die kurzfristige Forderungen mit Kreditlaufzeiten bis zu 12 Monaten kostengünstig gegen Zahlungsausfall ab. Die APG gehört zu den Auslandsgeschäftsabsicherungen (Hermes-Bürgschaft), die neben Garantien auch andere Risiken in Deckung nimmt. 2006 hat der Interministerielle Ausschuss (IMA) die APG komplett überarbeitet und kundenfreundlicher gestaltet.

## Produktbeschreibung
Der Exporteur, der mehrere Kunden in unterschiedlichen Ländern beliefert, kann
kommerzielle Risiken, wie
- Insolvenz des Bestellers
- Nichtzahlung der Forderung innerhalb von 6 Monaten nach Fälligkeit (protracted default)

politische Risiken, wie
- staatlicher Maßnahmen
- kriegerische Ereignisse
- Nichtkonvertierung/-transferierung von Landeswährungsbeträgen
- Beschlagnahme der Ware infolge politischer Umstände
- Unmöglichkeit der Vertragserfüllung infolge politischer Umstände

mit der APG absichern. Das Besondere ist die Laufzeit von 12 Monaten.

## Ausfuhr-Pauschal-Gewährleistung light
Die Ausfuhr-Pauschal-Gewährleistung light (APG-light) sichert die kurzfristigen Forderungen mit Kreditlaufzeiten bis zu 4 Monaten vornehmlich kleiner mittelständischer Exporteure (mit einem deckungsfähigen Exportumsatz bis max. 1 Mio. EUR pro Jahr), die mehrere Besteller in unterschiedlichen Ländern beliefern, auf kostengünstige und verfahrensmäßig besonders einfache Weise ab.
Sie schützt vor der Nichtzahlung der Forderung innerhalb von 6 Monaten nach Fälligkeit (protracted default).